# سارة برنار
سارة برنار (بالفرنسية: Sarah Bernhardt)‏ (22 أكتوبر 1844 - 26 مارس 1923)، ممثلة مسرحية ذاع صيتها في أوروبا في أوائل السبعينيات من القرن التاسع عشر، وبعد ذلك أصبحت واحدة من الممثلاث المشهورين بأوروبا وأمريكا. طورت نفسها باستمرار كممثلة دراما أيضا، وعرفت بعد ذلك بلقب «سارة المقدسة».

## السنوات الأولى

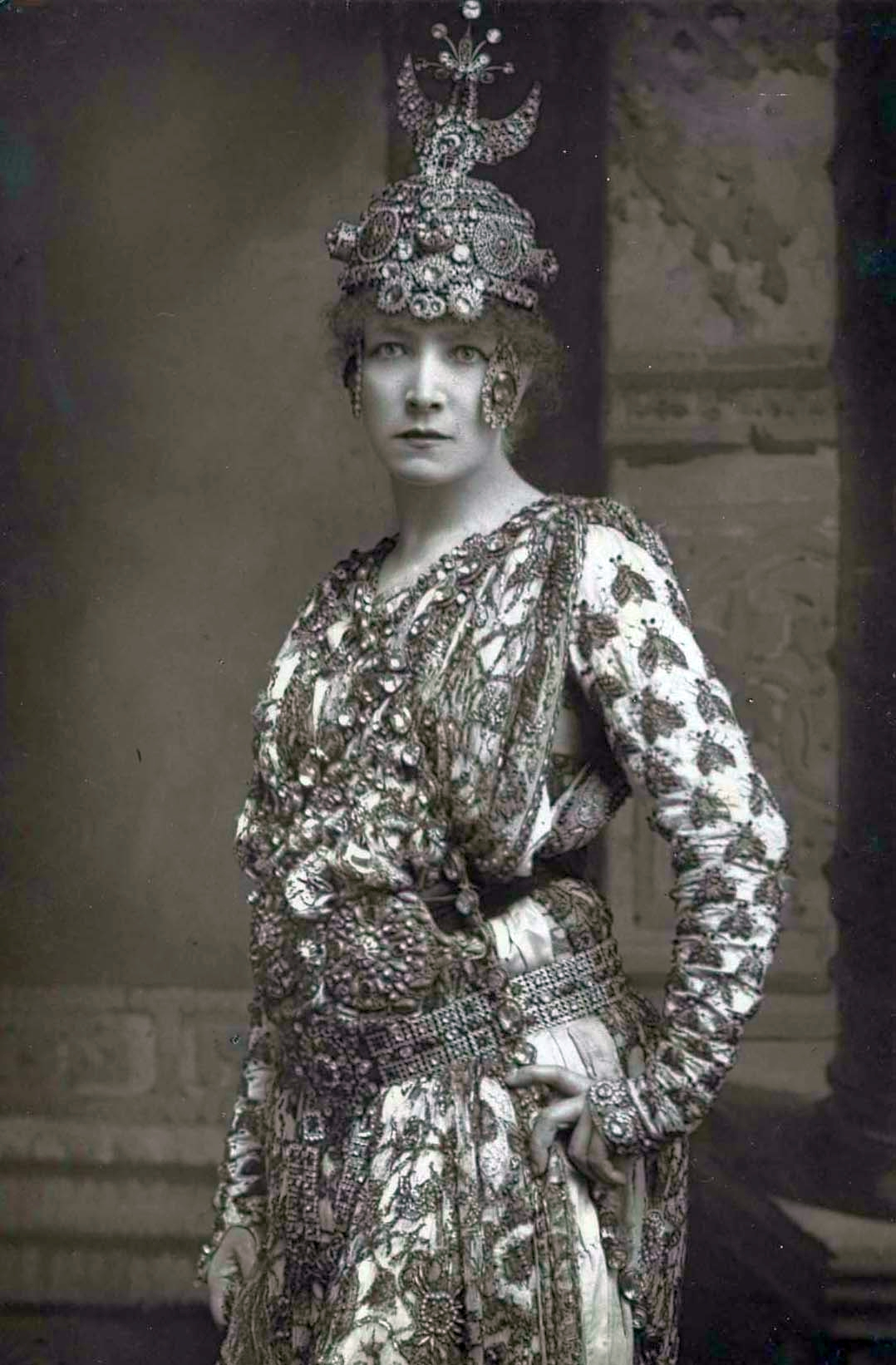
صورة التي رسمها واليام دوانى لسارة برنار

ولدت برنار في باريس وعرفت باسم يولى، وقد كانت الابنة الكبرى التي ولدت خارج نطاق الزواج من إحدى اليهود الناجين من هولندا، وعرفت وقتها باسم جولي.
ومن أجل كسب لقمة العيش فقد كان لديها المزيج من الأنوثة من أجل حياتها المهنية وحياتها التمثلية وعملها كممثلة. في هذه الأوقات فقد كانت تختبئ وراء كل وظيفة بفضيحة، ولكن كانت تقبل المومسات في الأوساط الأجتماعية وكانوا يحصلون على حقهم في المساواة في المجتمع. بجانب وظيفة الدعارة التي كانت تقوم بها كانت تعمل في بعض المهن المحترمة عملت بعدها برعاية دوك دي مورني للتدريب المسرحي عام 1859، وذهبت بعدها إلى معهد دي موزيك كونفرتوار.

## عملها المهني

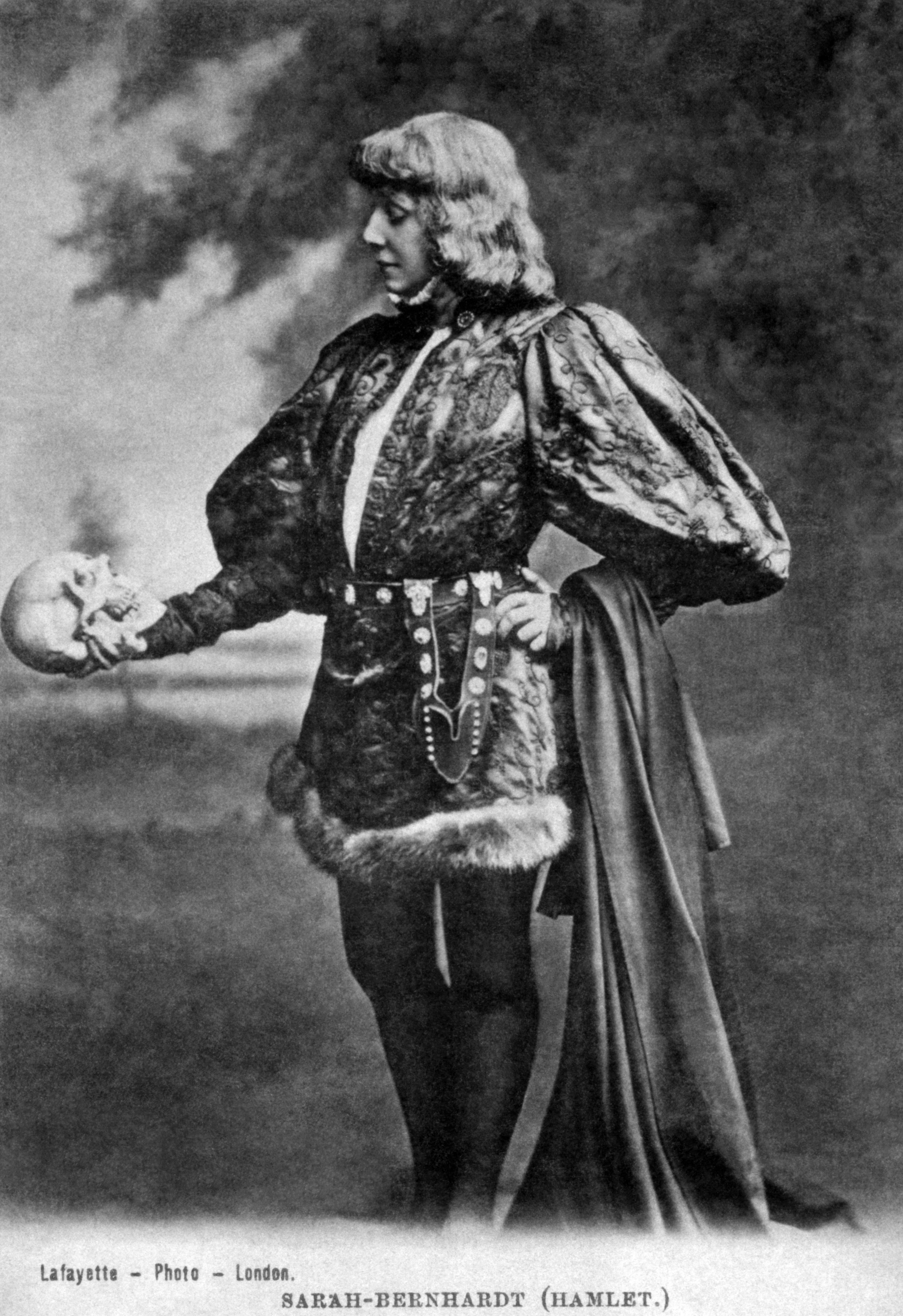
سارة المسكينة، الضعيفة، المشتتة عندما كانت تمثل دور هامليت وذلك عندما كانت تمثل القسم الأول في الجزء الخامس (جيميس لافيتي ، 1885-1990

بدأت سارة حياتها المهنية في 1862، وقد كانت طالبة بالمدرسة الفرنسية الشهيرة في كوميدي فرانسيز. وقد جالت شهرتها في جميع أنحاء أوروبا في أوائل السبعينيات. وقد وصلت شهرتها الي نيويورك في أمريكا. اكتسبت سمعة وشهرة كبيرة كممثلة درامية بعد فترة قصيرة، وعرفت بعدها بلقب (سارة المقدسة)، وبذلك أصبحت واحدة من أشهر الممثلات الموجودين في هذه الفترة. وقد عرفت وثقت علاقتها مع الكثير من الممثلات الشابات خاصة يانا دي بوجي، وبعدها بدأت التدريب.

## الفنون البصرية والسجلات
على الرغم من أداء برنار كفنانة مسرحية، إلا أنها تخطت الأرقام القياسية في الإنتاجات. وأولهما: ما قرأته أثناء زيارة توماس أديسون لجان راسين بهدرس لمدينة نيويورك في أوائل الثمانينات. بجانب تمثيلها، بدأت الاهتمام بمجال الفنون البصرية. من ناحية أخرى بجانب الاهتمام بالرسم والنحت، عملت كموديل على غرار «أنطونيو دي لا غاندرا». بالإضافة إلى ذلك نشرت لها العديد من الكتب والألعاب. كان لسارة برنار تأثيرا كبيرا على الأوبرا بأعمالها. وقد كانت واحدة من أشهر السيدات في الأوبرا مثل توسكا وسالومي وذلك بتمثيلها الشخصيات المسرحية.

## الحياة الإجتماعية، والزواج والعلاقات
ولدت طفلا وحيدا وذلك من خلال علاقة مع النبيل البلجيكي «تشارلز جوزيف يوجين هنري» وسمت هذا الطفل باسم «موريس برنار» وذلك في عام 1864م. لكنها تزوجت بالأمير البولندي لجنى وعرفت باسم الأميرة ماريا جابلونوسكا بعد الزواج في الفترة من (1863-1914). بعد ذلك كان واحداً من الفنانيين المحبين لها. وكانت واحدة من أهم الفنانين بين غوستاف دوريه، جورج كلارين، مونيت-سولى، لو تيلجين، وألفونس. لكن موكا قدد أقام بعمل العديد من الأعمال عن الإبداع في الفن الحديث عن سارة برنار.
في السنوات اللاحقة فقد قام الممثل اليوناني أريستيد داملا (جاك داملا) بالزواج من سارة برنار في عام 1882 في لندن. استمر هذا الزواج حتى عام 1889 بسبب وفاة زوجها عن عمر يناهز 34 عاما، وانتهت بذلك علاقة الزواج في السنوات الأولى له، وكان السبب في ذلك هو ارتباطها بالممثل الشاب في السنوات الأخيرة. وفي السنوات الأخيرة لهذا الزواج دخلت في علاقة مع إدوارد السابع ملك إنجلترا أيضا.

## الصمتالسينمائي

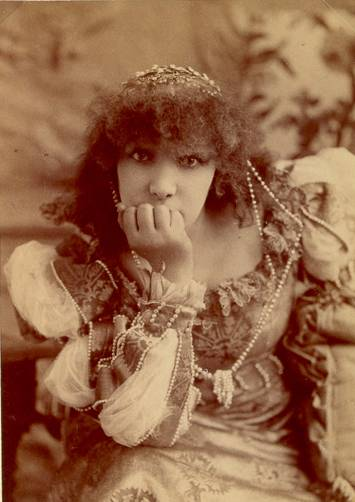
صورة سارة برنار التي رسمتها ساروني نابلوين

كانت سارة برنار من أشهر الممثلات الذين قاموا بتمثيل الأفلام الصامتة. وفي عام 1900 مثلت دور هاملت (فان هذا الفيلم من الناحية الفنية لم يكن بالضبط فيلما صامتا، حيث أنه كان يعرض إسطوانات ضمن أحداث الفيلم لكي تخدم الحوار). ومع هذا الفيلم قد شاركت في تمثيل 8 أفلام واثنين من السير الذاتية. وآخر فيلم قامت سارة برنار بتمثيله كان حسناء -جزيرة في عام 1912، وهو فيلم عن الحياة اليومية.
أخذت سارة برنار وسام جوقة الشرف عام 1914.

## نهاية عملها
بعد 10 سنوات من العمل أصابها مرض خطير في عام 1915، وكسرت ساقيها. اضطرت إلى استخدام كرسي متحرك. مع ذلك، من أجل الوقوف على قدميها مرة أخرى اضطرت إلى استخدام ساق صناعية خشبية. بعد جولة ناجحة في أمريكا عام 1915، عادت مجددا إلى فرنسا، ومثلت حتى وفاتها في بلادها.
انضمت إلى أعمال نجاح دانيال (1920)، لوس أنجلوس (1921)، ريجينا أرماند (1922). بسبب حالتها المادية والإجتماعية، لم تستطع التحرك، ولكن على الرغم من وصولها لسن كبير، إلا أن صوتها وحركاتها لم تتغير. وفي 26 مارس 1932 توفيت نتيجة حادث، ودفنت في مقبرة بير لاشيه بفرنسا.

## كتابتها

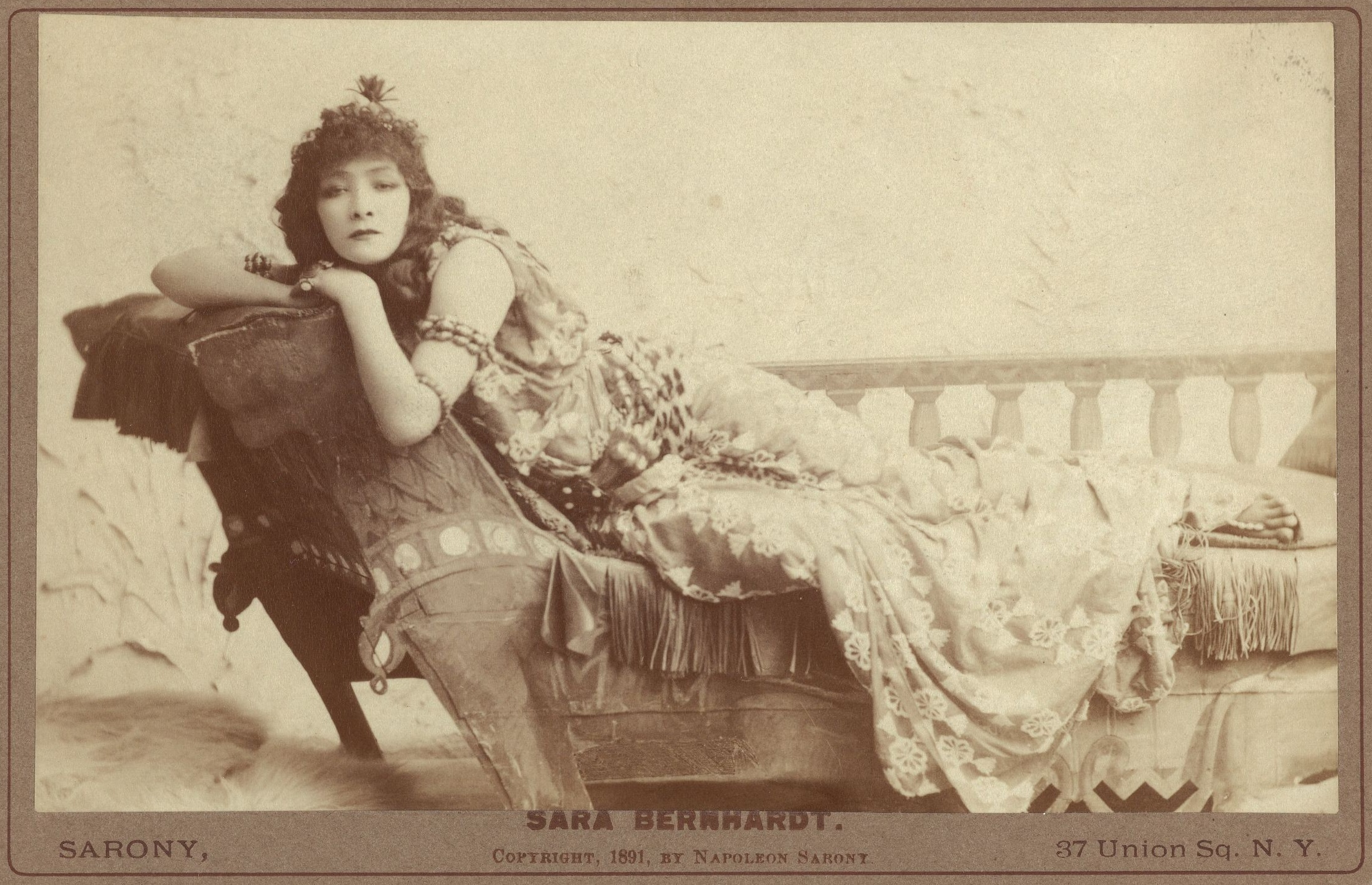
سارة بارنر في دور كليوباترا)

-في السحب، انطباعات من كرسي شاربنتييه (1878)
-اعتراف، مسرحية من فصل واحد في النثر (1888)
-إدريان ليكوفر، الدراما في ستة أعمال (1907)
-حياتي مزدوجة (1907، الحياة المزدوجة 1908)
-قلب الإنسان، ومثلت في أربعة أعمال (1911)
-يذكر المعبود (1920، باسم المعبود بباريس 1921)
-فن المسرح: الصوت، لفتة، النطق.. إلخ (1923، فن المسرح، 1924)

## أعمالها المسرحية
1862: أول دور، وهو أمثال ريجين
1862: أوجين الكاتب-فاليري
1862: موليير-المرأة المستفادة
1864: ماري لانس صاحب زوجها
1866: لابيش منتدى قلعة بوا
1866: راسين-فيدرا-أريجا
1866: بيرر دي مارفوكس-لعبة الحب والصدفة (سيلفيا)
1867: موليير-وقد علمت المرأة (أرماند)
1867: جورج ساند-والماركيز دي فلامير
1867: جورج ساند-فرانسو لا كامت (مارييت)
1868: ألكسندر دوماس، بير كين (أنا دمبي)
1869: كوبي لا بسنت (زنيتو)، أول مسرحية ناجحة
1870: جورج ساند، الآخر
1871: ذارويت، جين ماري
1871: كوبي، إفعلى ما يفعل
1871: فوسير، البارونة إدمون
1872: بوليت، ملكة جمال أسى
1872: هوجو، روى بلاس (دونا ميرا في تيوبورج، ملكة إسبانيا)
1872: دومبري آنسة دي حسناء حزيرة غابريييل
1872: راسين، براطنيوس (جوني)
1872: بومارشيه، زواج فيجارو
1872: سانديو، ملكة جمال سيجلري
1873: منشورة، دليلة (الأميرة فلكونري)
1873: فيرير، في الدعوة
1873: راسين، أندروماش
1873: راسين (فيدرا)
1873: فلويت (سابنكس)
1874: فولتير، زائير
1874: راسين، فيدرا
1875: برونير، ابنة رولان
-ألكسندر دوماس، ابن الأجنبي (السيدة كلاركسون)
-بارودى-يهزم روما
1877: هوجو، هزناني (دونا سول)
1879: راسين، فيدرا
1880: إميل أوجييه، والمغامرة
1880: لوجوفى والكاتب، ادريان
1880: ميلهاج، هافي، فرفورو
1880: الابن دوماس، لا يوجد مدخل
1882: ساردو، فيدورا
-ساردوا، ثيودورا (ثيودورا، امبراطورة بيزنطة)
1887 : لا توسكا بواسطة فكتوريان ساردو
-ابن دوماس (برنسيس جورج)
1890: ساردو، كليوباترا
1893: ميتر، الملوك
1894: سارود، جيسموندا
1895: موليير، امباثيون
1895 : ماجدة (ترجمة سوديرمان، هيمات)
1896 : سيدة الكاميليا
1896: موسيه، لورنيزو دي ميديشي
1897: ساردو، الروحانية
1897: روستاند، السامرية
1898: كاتولس منديس ميدي
1898: سيدة لا مدخل (مارغريت غوتييه)
-باربييه، جان دارك
-موران وسيلفستر، إزيل
-شكسبير، كرال لير (كورديليا)
1899: شكسبير، هاملت
-شكسبير، أنطونيوس الكبير كليوباترا
-شكسبير، ماكبث
-ريتشبين، قاتل بييرو
1900: روستلاند، ايغلون
1903: ساردو، الساحرة
1904: ماتيرلنك، ميليساند، بيلاس
1906: ابسن، سيدة من البحر
1906: منديس، العذراء من افيلا (سانت تريزا)
1911: مورو، الملكة اليزابيث
1913: برنارد، جين دوريه

## عملها السينمائي
1900:المبارزة مع هاملت
1908: لا توسكا (توسكا)
1911: سيدة الكاميليا (كميل)
1912: إدريان ليكوفر
1912:ملكة بريطانيا اليزابيث
1912: يارة برنار في جزيرة بيل
1915:الأم الفرنسية (كيزيلاي)

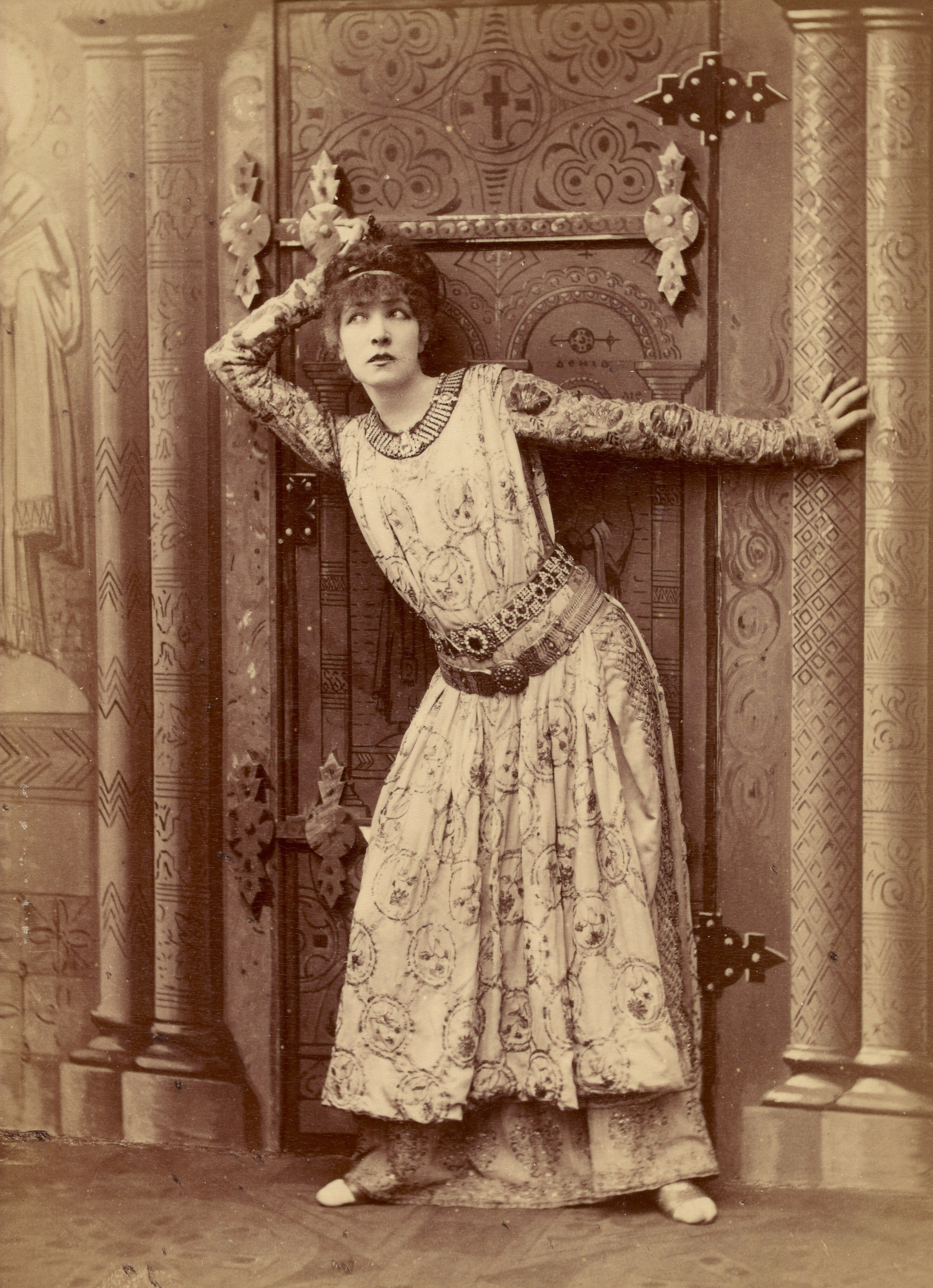
سارة برنار في دور ثيودورا

1915: هؤلاء من شيء حدث الأوزون الوطنية
1916: جان دوريه
1921: دانيال
1923: والسير

## الروابط الخارجية
Sarah Bernhardt at the Internet Broadway Database
Sarah Bernhardt at the Internet Movie Database
Sarah Bernhardt silindir kayıtları

## معرض صور

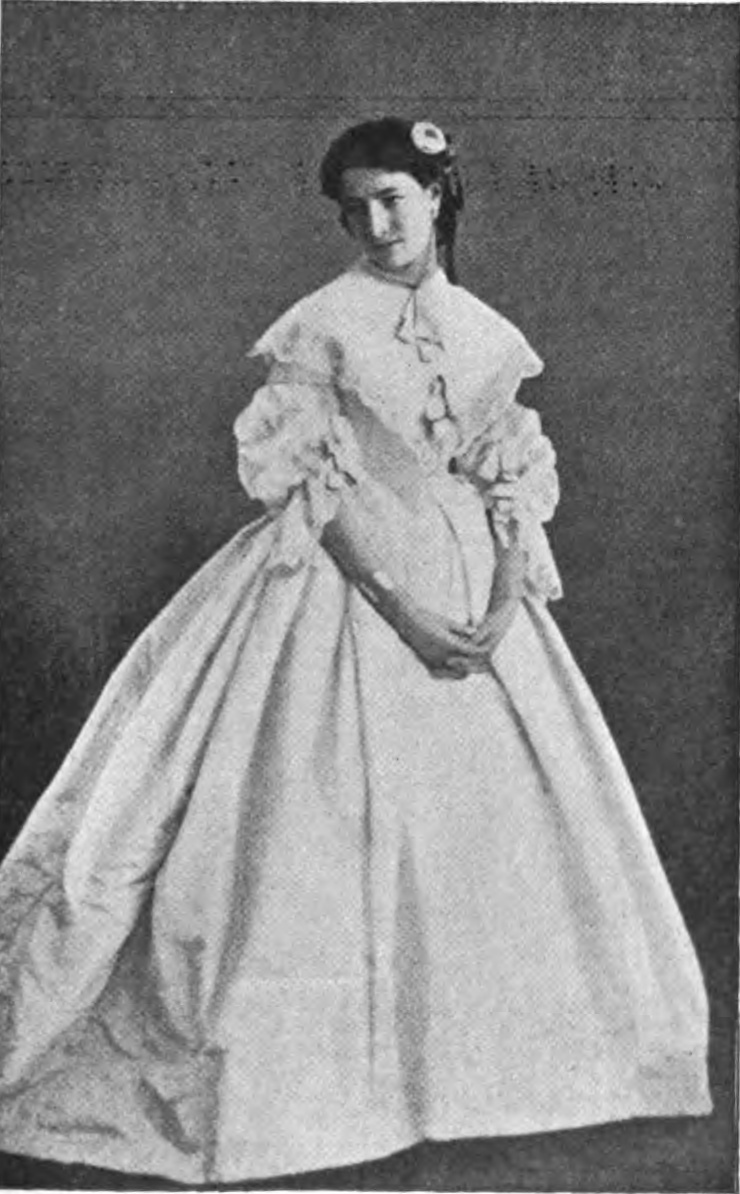
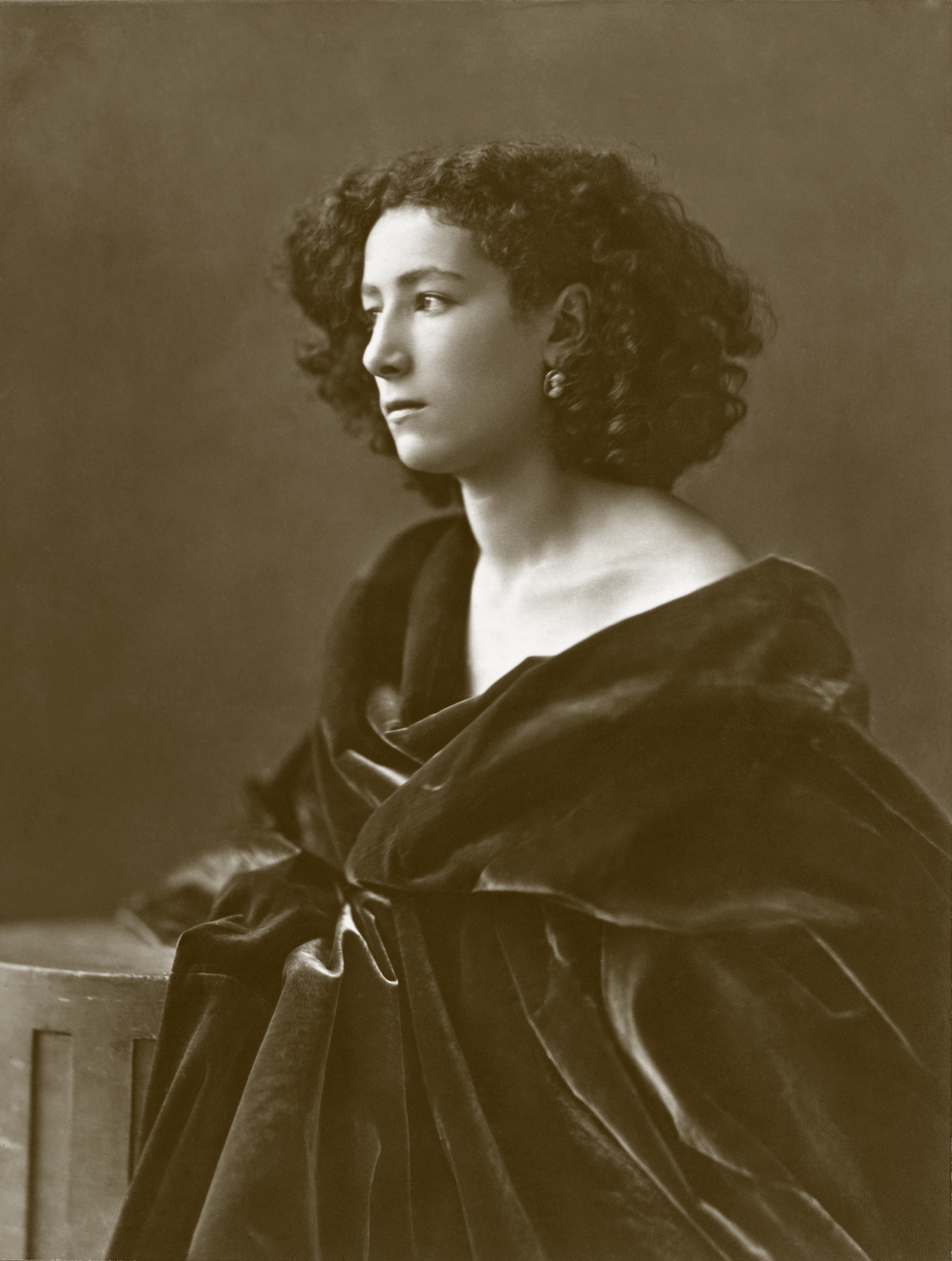
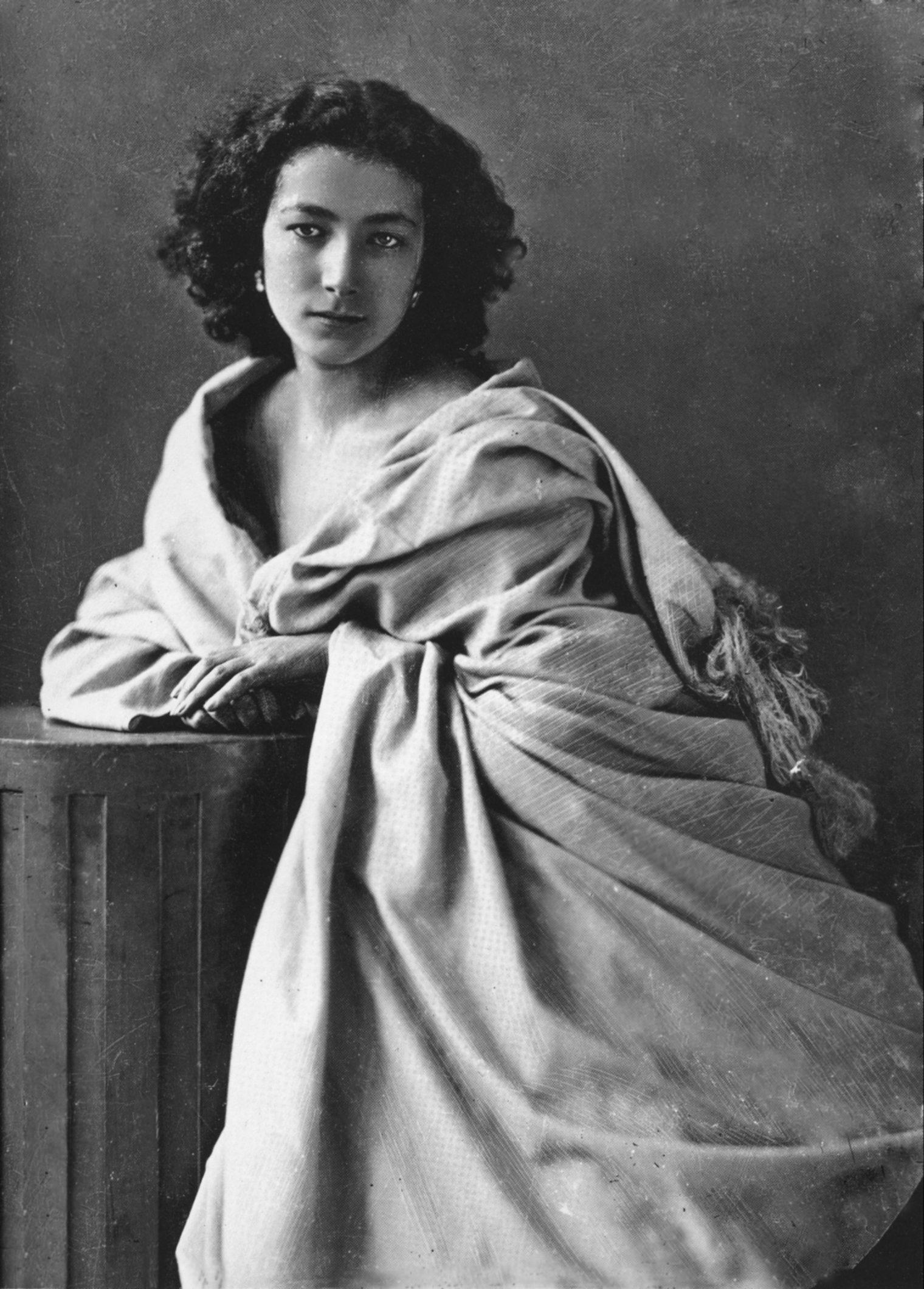

## وصلات خارجية
- سارة برنار على موقع IMDb (الإنجليزية)
- سارة برنار على موقع الموسوعة البريطانية (الإنجليزية)
- سارة برنار على موقع ألو سيني (الفرنسية)
- سارة برنار على موقع ميوزك برينز (الإنجليزية)
- سارة برنار على موقع أول موفي (الإنجليزية)
- سارة برنار على موقع قاعدة بيانات برودواي على الإنترنت (الإنجليزية)
- سارة برنار على موقع قاعدة بيانات الأفلام السويدية (السويدية)
- سارة برنار على موقع إن إن دي بي (الإنجليزية)
- سارة برنار على موقع ديسكوغز (الإنجليزية)
- سارة برنار على موقع قاعدة بيانات الفيلم (الإنجليزية)
- مؤلفات Sarah Bernhardt في مشروع غوتنبرغ